# Chascotheca triplinervia
Chascotheca triplinervia är en emblikaväxtart som först beskrevs av Johannes Müller Argoviensis, och fick sitt nu gällande namn av Grady Linder Webster. Chascotheca triplinervia ingår i släktet Chascotheca och familjen emblikaväxter.
Artens utbredningsområde är Kuba. Inga underarter finns listade i Catalogue of Life.